# NVA (Film)
NVA ist eine Filmkomödie des Regisseurs Leander Haußmann aus dem Jahr 2005. Haußmann schrieb zusammen mit Thomas Brussig auch das Drehbuch. Der Film karikiert das Leben in der Nationalen Volksarmee (abgekürzt: NVA) in der Endphase der DDR.

## Handlung
Im Herbst 1988 kommen in der DDR die neuen Wehrdienstleistenden in der Fidel-Castro-Kaserne an. Darunter sind auch der verträumte, sensible Henrik Heidler und der renitente, draufgängerische Krüger, welcher durch seine langen Haare und seine provokante Art sogleich negativ bei den Offizieren auffällt. Als die Rekruten untereinander Fotos ihrer Freundinnen zeigen, hat nur Krüger keins vorzuweisen. Als Grund gibt er an, er hätte gerade erst wegen des anstehenden Grundwehrdienstes mit seiner Freundin Schluss gemacht.
Beide Rekruten geraten mit den Offizieren und den älteren Wehrpflichtigen, den sogenannten EKs (Entlassungskandidaten) öfter aneinander. Es werden diverse Riten und Schikanen der EKs gezeigt, v. a. wie diese die Jungsoldaten („Glatte“) herabwürdigend behandeln bzw. sogar quälen. Nachdem sich Eva, die Freundin von Henrik, wegen seiner langen Dienstzeit von ihm per Brief getrennt hat, ist er auf der Suche nach einer neuen Freundin, was im Leben eines Wehrpflichtigen in der DDR kaum möglich scheint. Als er sich jedoch bei einer Gefechtsübung im Wald verirrt, lernt er die junge Krankenschwester Marie kennen, die sich  später als Tochter des humorlosen Standortkommandanten Oberst Kalt entpuppt. Zwischen Marie und Hendrik entwickelt sich trotz aller wehrpflichtbedingten Hindernisse eine Liebesbeziehung. Henriks Kamerad Krüger hingegen wird wegen Krankheits-Simulation und dadurch unerlaubtem Entfernen von der Truppe von Oberst Kalt für eine gewisse Zeit in die berüchtigte Strafkompanie Schwedt/Oder versetzt. Als er wieder zurückkehrt, erscheint sein Charakter wie umgekrempelt. Nichts ist mehr geblieben von seiner rebellischen Art und seinem Humor. Krüger scheint nun offenbar der „perfekte Soldat“, aber er ist psychisch stark mitgenommen und menschlich gebrochen. Als die Krankenschwester Sonja bei einem Besuch in der Kaserne mittels eines Songs ihn doch noch an seine rebellischen Zeiten erinnern kann, bricht Krüger in Tränen aus und besinnt sich auf seine früheren Tage und somit auch auf seine Freunde zurück.
Am 10. November 1989 fasst Henrik einen Entschluss und hat nun den Mut, seinem Vorgesetzten Oberst Kalt zu widersprechen. Er sagt bei einer Veranstaltung zu seiner Belobigung, dass er niemanden dienen könne und dies eigentlich auch gar nicht will. Er verabschiedet sich von Oberst Kalt, woraufhin viele andere Wehrpflichtige sich ebenfalls verabschieden und die Kaserne verlassen, mit der Begründung, dass es nun wieder Zeit für andere Dinge sei. Oberst Kalt und seine Kollegen bleiben desillusioniert zurück. Hauptmann Stummel zweifelt ob er nun zur Bundeswehr gehen soll, während der Waffenwart Horst darüber nachdenkt, wo er die letzte ungebrauchte Munition verstecken bzw. vergraben soll.

## Hintergrund
- Der Film trug den Arbeitstitel NVA – Manöver Schneeflocke. Die Dreharbeiten fanden vom 14. Juli 2004 bis zum 3. September 2004 statt. Gedreht wurde vorwiegend in der ehemaligen Heide-Kaserne in Bad Düben.
- Der Kinostart in Deutschland war am 29. September 2005. In den deutschen Kinos wurden rund 800.000 Besucher gezählt.
- Regisseur Leander Haußmann und sein Vater Ezard Haußmann spielen Ärzte im Film.
- Es gibt Anspielungen auf den Film Full Metal Jacket, die sich durch Krüger als aufsässiger Rekrut beim Begrüßungsappell, Heidlers Rezitieren des Warrior's Creed und Krügers Bitte um Hilfe beim Durchladen ausdrücken.
- Der Film endet mit der Einblendung „In Memoriam: 1949–1989“. Dieser Zeitraum bezieht sich auf die Gründung der DDR bis zum Mauerfall. Offiziell bestand die DDR bis 1990, die NVA wurde 1956 gegründet.

## Kritiken
„Heiter ist das Armistenleben: Die Vorgesetzten sind streng und schwul, die älteren Kameraden sadistisch und gemein, aber am Ende war alles halb so schlimm, weil man ja irgendwie ganz dufte Kumpels hatte. Das alte Lied. […] NVA reiht sich damit in die Phalanx seiner Vorgänger ein, die es sich im Rückblick alle auf dem weichen Kissen der Verklärung bequem machen, dass eine Zeit so schlimm nicht gewesen sein kann, in der man so nette Kumpels hatte. Bezeichnenderweise wird auch bei NVA das Drama der Armee in der DDR ausgespart: Die Erziehung des Aufmüpfigen, das "Rundmachen", findet außerhalb statt, von wo er als stumpfe Maschine zurückkehrt.“

„Zwar fällt beim Training für die korrekte Tarnung mit Tannengeäst der ein oder andere Wortwitz ab: Der Feind ist gefleckt, weil er vor lauter Expansionsdrang nur den Mischwald im Sinn hat. Aber weder die Retro-Musik von Bowie bis Ton, Steine, Scherben noch Detlev Buck als ebenso strohblonder wie strohdummer Oberst sorgen für dauerhaften komödiantischen Esprit. Militärklamotten funktionieren eben nur, wenn sie richtig böse sind. Haußmann jedoch schwankt zwischen Farce, Blödelei und sanfter Legende in Cinemascope.“

„Die Armee war nach der Stasi der gefährlichste Teil der Macht, über die die SED verfügte. Was der Film an Kasernenleben zeigt, ist eine Folge von lose verknüpften Szenen, die den Drill und die mehr oder weniger rüde Praxis der Vorgesetzten im Umgang mit den Untergebenen ins Bild setzen. Das hat man schon häufig in Filmen gesehen, und die Späße erinnern durchaus an westdeutsche Kasernenkomödien. Doch ist es nicht auch wesentlich, dass von der SED-Führung nicht nur erwogen wurde, die Armee mindestens als Drohkulisse gegen das demonstrierende Volk einzusetzen? Bekanntlich war in Leipzig auf Befehl Honeckers ein solcher Aufmarsch inszeniert worden, mit dem die Montagsdemonstranten eingeschüchtert werden sollten.“

„Es ist eine Komödie geworden. Warum nicht? […] Dennoch, wie traurig sähe es um die (west)deutsche Filmgeschichte aus, wenn es zum 2. Weltkrieg nur Militärklamotten wie "08/15" gäbe mit ihrer widerlichen Lausbubenmentalität - und nicht Bernhard Wickis "Die Brücke"? […] Allerdings wirkt es bei der Fülle der Episoden schnell so, als sei der Armeedienst spannend und abwechslungsreich gewesen, wie ein Ferienlageraufenthalt, dabei war er genau das Gegenteil.“

„In meinen Augen jedoch ist der Film eine absolute Verharmlosung der wahren Verhältnisse, wie sie in vielen NVA-Kasernen herrschten. Bei Haußmann lernt ein Sprutz (als solcher bekam man jedenfalls in Tautenhain nur selten Ausgang) ausgerechnet die hübsche Tochter seines Kompaniechefs kennen, der auch noch in seinem Eigenheim nebst Garten unweit des Kasernengeländes wohnt. Das ist realitätsferner Kitsch. Fast immer wohnten die Offiziere in grauen Einheitsblocks (“Boilerschließfächer”). Für einen Unbeteiligten, der von der NVA keine Ahnung hat, ist der Film womöglich eine unterhaltsame Klamotte, doch den Großteil ehemaliger NVA-Grundwehrdienstleistender dürfte er eher befremden bzw. enttäuschen.“

„Der (nicht gänzlich geglückte) Film hat vor allem eines gezeigt: Die große Zeit des Klamauks über die DDR scheint endlich vorüber zu sein. Das Leben der Anderen, das große Filmopus über die DDR-Staatssicherheit, hat die Dimension des Überwachungs- und Militärstaates besser in Szene gesetzt.“

## Musik
Eher untypisch für den Film sind die enthaltenen Musikstücke: So ist schon zu Anfang des Films Bad Moon Rising von Creedence Clearwater Revival zu hören. Für ehemalige DDR-Bürger ist dieser Song allerdings eng mit der Wehrdienstzeit verbunden (Text damals: „Abschied von Sex und geilen Weibern, Abschied von Schnaps und LSD, Abschied von allem, was wir lieben, Scheiße wir müssen zur Armee“). Die Berliner Band Element of Crime steuert zwei Titel bei: Eine Neuaufnahme des englischen Volksliedes My bonnie is over the ocean sowie eine Coverversion von Bob Dylans It's all over now, baby blue. Bei der Liebesszene im Wachturm wird das Stück Lucky Man von Emerson, Lake & Palmer eingespielt. Weiterhin gibt es – als Referenz an die „Verherrlichung der Obdachlosigkeit beim Klassenfeind“ – eine Diskussion über das Lied Ein Bett im Kornfeld von Jürgen Drews. Hinzu kommen noch Gänselieschen von der ersten LP der Klaus Renft Combo, Light and Day von The Polyphonic Spree und Oh very young von Cat Stevens.

## Auszeichnungen
- Deutscher Kamerapreis 2006 in der Kategorie Schnitt Kinospielfilm an Hansjörg Weißbrich.
- DVD Champion 2006 in der Kategorie Deutscher Film.